# Троугао туге
Троугао туге (енгл. Triangle of Sadness) је сатирична мрачна комедија из 2022. године у међународној копродукцији коју је написао и режирао Рубен Естлунд, а главне улоге тумаче Харис Дикинсон, Чарлби Дин, Доли де Леон, Златко Бурић, Хенрик Дорсин, Вики Берлин и Вуди Харелсон. Последњи је филм Динове која је преминула у августу 2022. године. Филм прати пар манекена на луксузном крстарењу са богатим гостима.
Премијерно је приказан 21. маја 2022. године на Канском филмском фестивалу, где је добио осмоминутне овације и освојио Златну палму. Добио је изузетно позитивне рецензије критичара. Такође је освојио четири Европске филмске награде, укључујући ону за најбољи филм, а био је номинован и за три Оскара: за најбољи филм, најбољег редитеља и најбољи оригинални сценарио.

## Радња

### Први део: Карл и Јаја
Карл, манекен, присуствује непријатном кастингу са другим мушким моделима. Карл се забавља са Јајом, манекенком и инфлуенсерком, и замера јој што она очекује да он плати њихову вечеру иако она зарађује више од њега. Свађају се око новца и родних улога. Јаја признаје да је у вези са Карлом због прилика које им доносе друштвене мреже и да жели да постане трофејна жена, али Карл изјављује да ће га заволети.

### Други део: Јахта
Карл и Јаја су позвани на луксузно крстарење на суперјахти у замену за промоцију на друштвеним мрежама. Међу имућним гостима су руски олигарх Димитриј и његова супруга Вера; старији брачни пар Клементина и Винстон, који су се обогатили производњом оружја; Тереза, жена у инвалидским колицима способна да изговори само једну реченицу на немачком након можданог удара; и Јармо, усамљени технолошки милионер који флертује са Јајом. Гости уживају на луксузној јахти, не обазирући се на то да посада напорно ради да задовољи све њихове потребе и хирове. Шеф особља, Паула, захтева да се повинују апсурдним захтевима гостију, укључујући да сваки члан посаде плива у мору. И кухињској екипи је наређено да пливају, упркос упозорењу кувара да ће се храна покварити. Карл се жали Паули на једног члана посаде кога Јаја сматра привлачним, нехотице чинећи да га отпусте. У међувремену, капетан јахте, Томас Смит, проводи време пијан у својој кабини.
Паула натера Томаса да се отрезни и присуствује капетановој вечери док јахта пролази кроз олују. Неколико гостију добије јаку морску болест, повраћају или имају дијареју, вероватно због хране, и настаје паника. Пијани Томас и Димитриј дебатују у корист комунизма, односно капитализма, преко интерфона. Неколико гостију бива повређено док олуја баца брод, канализација поплави, а струја нестаје. Када сване јутро, пирати нападају, убијају Клементину и Винстона гранатом и потапају јахту.

### Трећи део: Острво
Мала група преживелих коју чине Карл, Јаја, Димитриј, Тереза, Паула, Јармо, бродски механичар Нелсон (кога Димитриј оптужује да је пират) и чистачица Абигејл успевају да побегну на једно острво. У почетку, Паула наставља да наређује Абигејл да сервисира богате госте. Када постане јасно да је Абигејл једина која има вештине преживљавања, као што су хватање рибе и паљење ватре, она узурпира команду ускраћивањем хране. Док се преживели повезују и мире са својом ситуацијом, Абигејл добија моћ, свој приватни кревет у чамцу за спасавање и приморава Карла на сексуални однос дајући му посебне привилегије и храну. Јаја постаје љубоморна док Карл размишља да је остави због Абигејл. Јармо убија дивљег магарца каменом, што Димитриј и Нелсон славе.
Јаја одлучује да пешачи на другу страну острва, а Абигејл се пријављује да пође са њом упркос Карловој забринутости. Оне откривају лифт на плажи и схватају да су се заглавили у близини луксузног одмаралишта. У кампу, Тереза наилази на продавца са плаже, али није у стању да му саопшти своју ситуацију. Јаја слави што је пронашла лифт, али Абигејл оклева да уђе. Затим се спрема да нападне Јају каменом, али оклева када несвесна Јаја понуди да помогне Абигејл да добије бољи посао, на пример да буде Јајина помоћница. На другом месту, Карл махнито трчи кроз џунглу, пратећи Јају и Абигејл ка плажи.

## Улоге
| Глумац             | Улога              |
| ------------------ | ------------------ |
| Харис Дикинсон     | Карл               |
| Чарлби Дин         | Јаја               |
| Доли де Леон       | Абигејл            |
| Златко Бурић       | Димитриј           |
| Ајрис Бербен       | Тереза             |
| Вики Берлин        | Паула              |
| Хенрик Дорсин      | Јармо              |
| Жан-Кристоф Фоли   | Нелсон             |
| Аманда Вокер       | Клементина         |
| Оливер Форд Дејвис | Винстон            |
| Сани Мелеш         | Вера               |
| Вуди Харелсон      | капетан Томас Смит |

## Продукција
Пројекат је први пут најавио редитељ Рубен Естлунд у јуну 2017, након што је његов филм Квадрат освојио Златну палму на 70. Канском филмском фестивалу претходног месеца. Он је рекао да ће се филм звати Троугао туге, "дивља" сатира постављена против света моде и изузетно богатих, са "изгледом као капиталом" и "лепотом као валутом" као основним темама. Према речима режисера филма, наслов се позива на термин који користе пластични хирурзи да опишу забринуту бору која се јавља између обрва, а која се може поправити ботоксом за 15 минута.